# Американский бульдог
Америка́нский бульдо́г (англ. american bulldog) — порода собак, известная с конца XIX века. Американский бульдог является одним из ближайших, оставшихся в почти нетронутом состоянии родственников старых английских бульдогов. После появления на американской земле порода использовались по прямому назначению и не претерпела таких изменений, как в Европе. Тенденции в разведении американского бульдога менялись с течением времени. Его называли «бульдог», «сельский бульдог», «староанглийский белый» и сегодня — американский бульдог. На протяжении всего этого времени порода использовалась для различных применений, а его структура и темперамент соответственно отражали такие различия.

## Американский бульдог сегодня

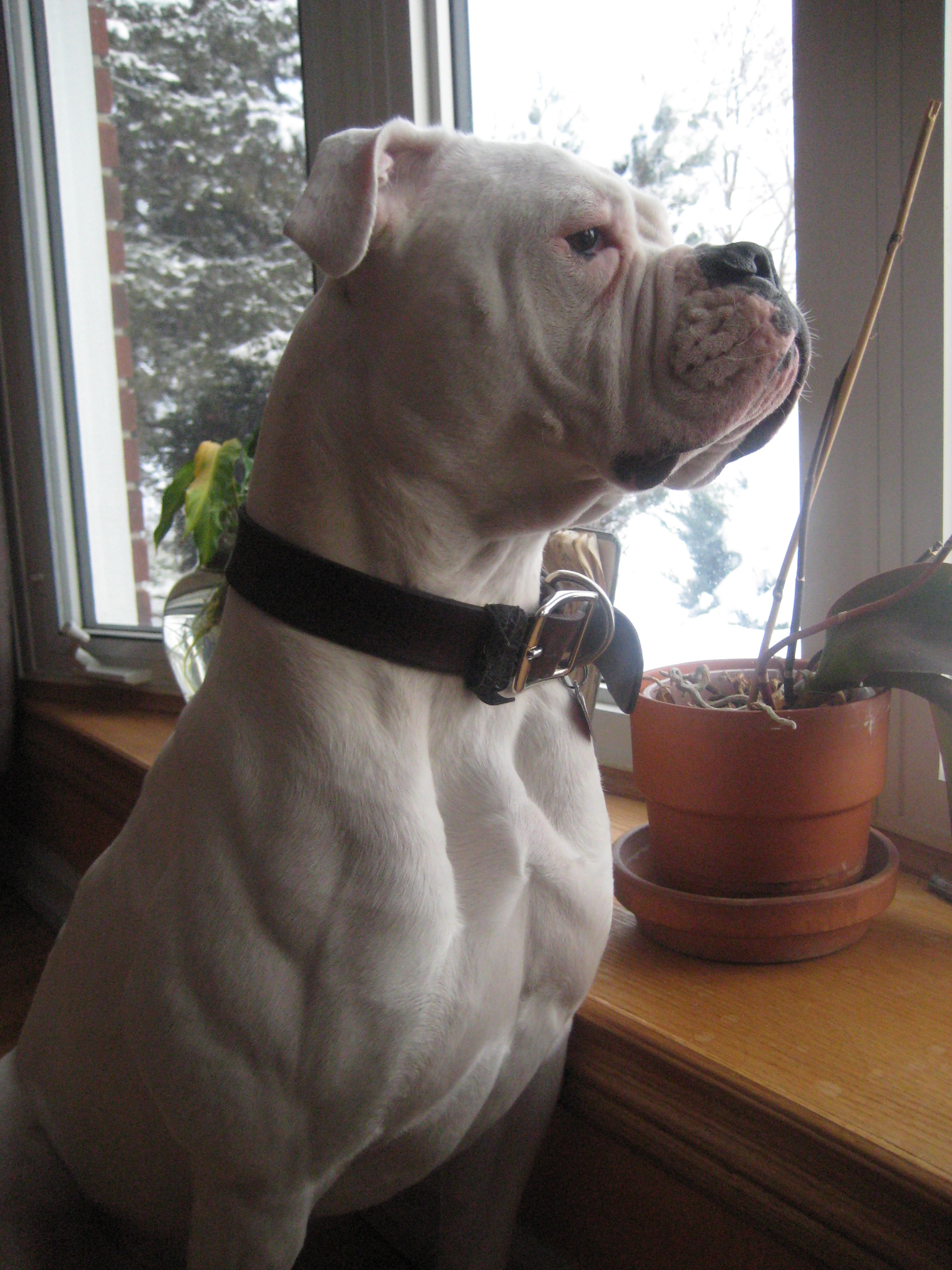
Сука американского бульдога, полтора года. Тип Скотта.

На протяжении последних 40 лет или более существуют два наиболее отличающихся друг от друга типа американского бульдога. Один тип более крупных, мощных собак с более короткой мордой и более развитыми охранными качествами, который мы теперь часто называем тип Джонсона или классический. Другой тип меньших по размерам, более атлетических собак с более вытянутой мордой и с ярко выраженным инстинктом преследования, этот тип сегодня мы часто называем тип Скотта или стандартный тип. Оба эти типа в равной степени являются настоящими американскими бульдогами. Различие в их внешности и темпераменте обусловлено их различным назначением и применением. Собаки типа Джонсона, или классического, долгое время использовались как охранники дома и компаньоны. В то время как собаки типа Скотта, или стандартного, использовались как «кэч-дог» (для удержания зверя) или как рабочие фермерские собаки. В последние 10 лет наблюдается тенденция смешивания этих двух типов, что приводит к получению более мощной вариации собаки стандартного типа. Таких собак часто называют «гибридным/смешанным» типом. И так как собаки такого типа не получили отдельного официального названия, их относят к разновидности стандартного типа. Целью получения заводчиками собак такого «гибридного» типа служит получение собак чуть более мощных, чем стандартный тип, и при этом сохранивших атлетические возможности. Такое разведение предполагает также и улучшение охранных качеств при сохранении стремления преследовать, присущего травильной собаке, что в конечном итоге приводит к получению разносторонней рабочей, охранной и спортивной собаки.
Американский бульдог сейчас находится в полной безопасности от исчезновения как порода и пользуется большой популярностью как в стране происхождения, так и за границей как рабочая собака или просто как друг семьи. В многих странах мира американский бульдог используется как охотник на кабанов или рабочая собака с крупным рогатым скотом, а также как полицейская разыскная собака (К-9).

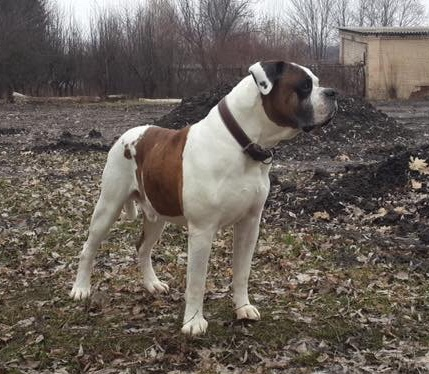
Кобель американского бульдога. 7 лет. Смешанный тип.

## Темперамент

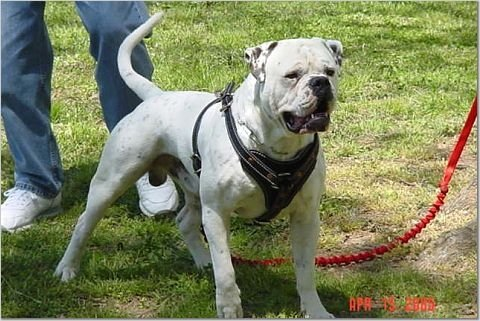
«Классический» тип американского бульдога

Амбульдог — опасная порода собак. Запрещается его выгул без поводка и намордника в любых местах, а при содержании на закрытой территории вход на неё должен быть снабжён предупреждающей табличкой.

## Общие сведения

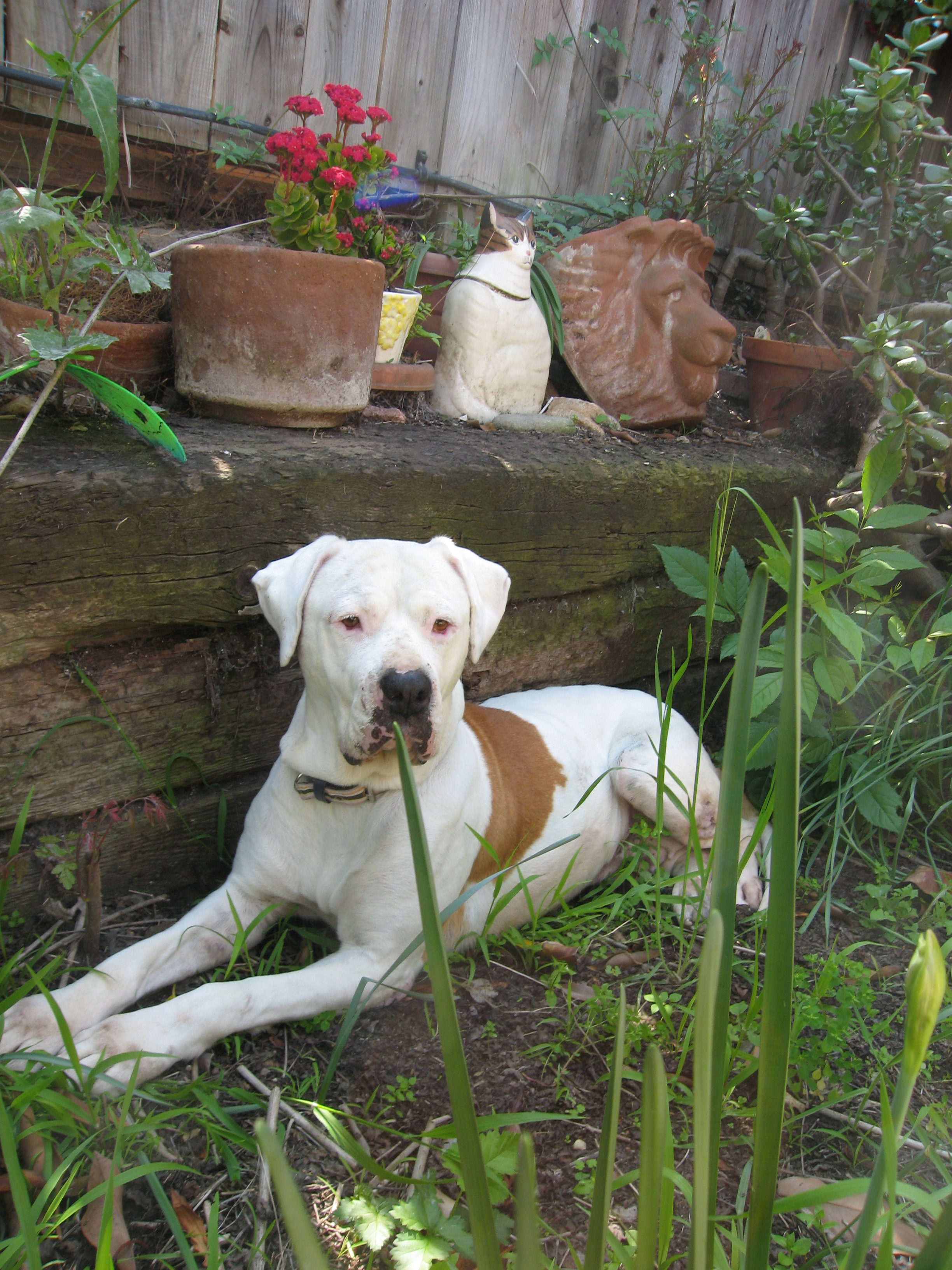
«Стандарт» американского бульдога

Мускулистая собака среднего роста. Голова квадратной формы, довольно крупная по отношению к росту собаки, но не чрезмерно. Морда также квадратная, довольно широкая, глубокая и относительно короткая. Предпочтителен незаметный со стороны перекус, но допускаются также встречающиеся прямой прикус.
Это крепкая, сильная, пропорционально тяжёлая к своему росту собака. Туловище глубокое и широкое, но не настолько, чтобы это выглядело утрированно. Спина короткая — она придаёт вид компактной и мощной собаки. Движения быстрые и свободные. Американский бульдог развивает большую скорость на коротких дистанциях, он легко меняет направление движения и прыгает. Хотя он производит впечатление сильной собаки (какой он и является), у него нет никаких черт переразвитости. Задние конечности с умеренно выраженными углами сочленений, широко поставлены, мускулистые. Передние конечности также имеют хорошо развитую мускулатуру, которая хорошо просматривается на предплечьях, но нет ни намёка на кривизну или косолапость передних конечностей.
Хвост умеренно длинный, держится обычно ниже линии спины, конец в форме серпа. Хвост опущен до уровня скакательного сустава.
- Достоинства: предан, самоотвержен, надёжный охранник; американские бульдоги отличаются высоким интеллектом и хорошей обучаемостью.
- Сложности: довольно упрямы, что отражается на процессе дрессировки, имеют привычку пускать слюни.